# Deine Lakaien
Deine Lakaien es un grupo alemán de darkwave compuesto por el vocalista Alexander Veljanov y el compositor, pianista y percusionista, de educación musical clásica, Ernst Horn. La banda comenzó en 1985 con un anuncio de Ernst Horn en la sección de clasificados de una revista ("Se necesita vocalista al que le guste experimentar"). La mayoría de las grabaciones de la banda has sido publicadas por Chrom Records, aunque algunos de sus más recientes álbumes lo han sido por Sony y EMI. Las ventas del grupo superan el medio millón de unidades.
Ernst Horn estudió música clásica en Friburgo y Hamburgo, y dirigía y tocaba el piano en Múnich mientras que Veljanov asistía a clases de cine y teatro.
El nombre Deine Lakaien (traducido como "Lacayos tuyos") está inspirado en la canción "Die Genaue Zeit" de la agrupación Einstürzende Neubauten.
Veljanov ha sacado además dos álbumes en solitario, así como uno con su banda de rock Run Run Vanguard, y Ernst Horn fundó dos bandas de , Qntal y Helium Vola, aunque ya no es miembro de Qntal. También compone música para producciones teatrales y obras en radio.
Su álbum número 11, "April Skies", nació a través de la cooperación con los músicos de la gira "White Lies": B. Deutung (chelo), Ivee Leon (violín, voz), Sharifa (violín, voz) y Robert Wilcocks (guitarras, teclados). Posteriormente vendrían "Indicator" en 2010 y "Crystal Palace" en 2014.

## Discografía
- Deine Lakaien 1986
- Dark Star 1991
- Dark Star Live 1992
- Forest Enter Exit 1993
- Acoustic 1995
- Winter Fish Testosterone 1996
- Kasmodiah 1999
- White Lies 2002
- 1987 2003
- Live in Concert 2003
- April Skies 2005
- Indicator 2010
- Crystal Palace 2014

## Enlaces
- Web oficial
- Página oficial de fanes

- Datos: Q688447
- Multimedia: Deine Lakaien / Q688447